# 주로스앤젤레스 대한민국 총영사관

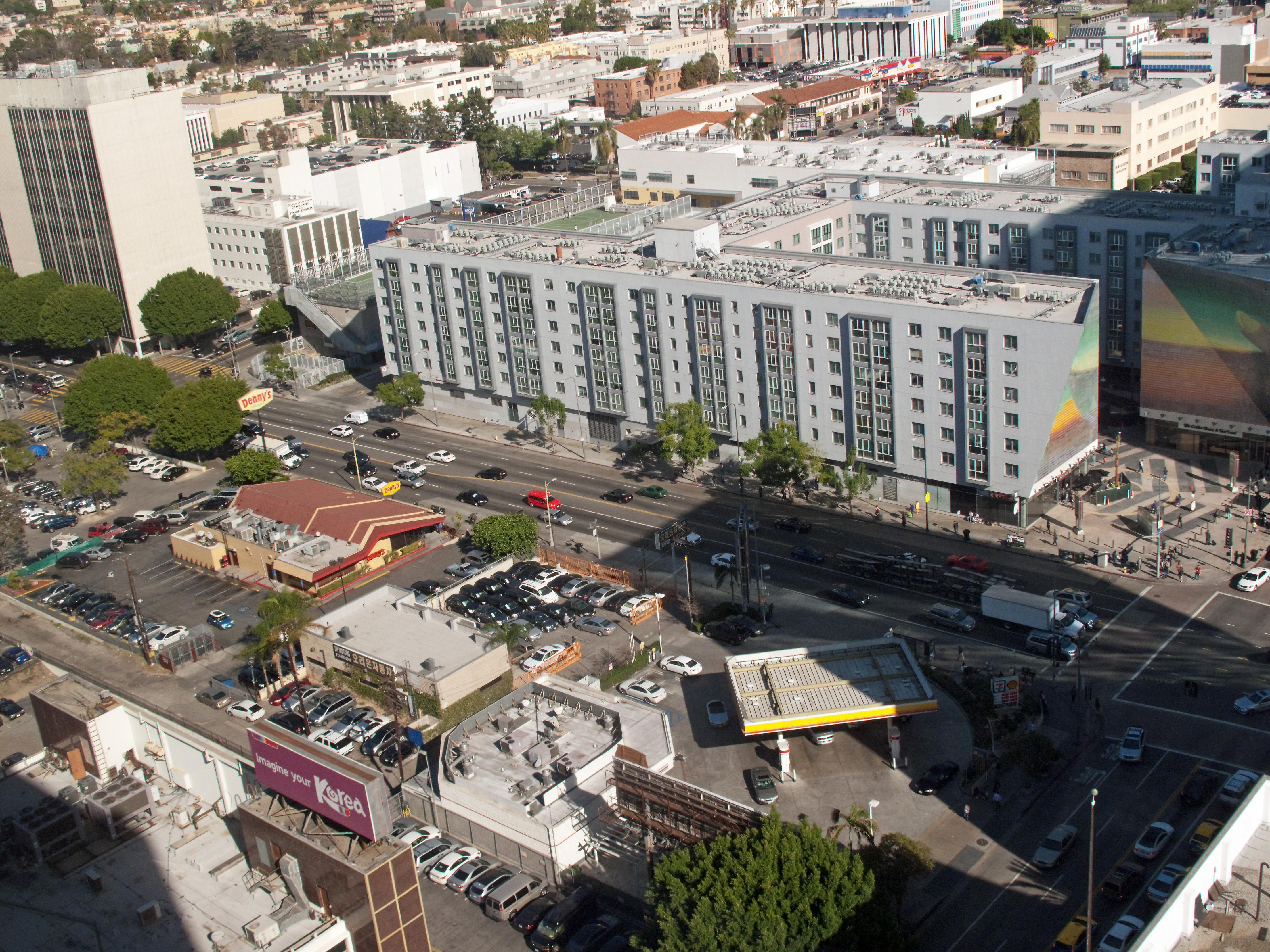
주로스앤젤레스 대한민국 총영사관의 위치한 윌셔/버몬트역 일대 (총영사관 청사는 왼쪽 하단 건축물).

주로스앤젤레스 대한민국 총영사관(Consulate-General of South Korea, Los Angeles)은 대한민국 정부가 미국 캘리포니아주 로스앤젤레스에 설치한 총영사관이다. 현임 총영사는 김영완이다. 위치는 코리아타운에 설치한 윌셔/버몬트역 일대에 있다.

## 연혁
- 1948년 11월 21일 : 총영사관 개관
- 1957년 : 청사 이전
- 1972년 1월 10일 : 현 총영사 관저 매입 (국유화)
- 1978년 11월 28일 : 현 문화원 건물 및 부지 매입 (국유화)
- 1980년 4월 11일 : 로스앤젤레스 한국문화원 개원
- 1988년 3월 15일 : 현 총영사관 청사 매입 (국유화)
- 1988년 10월 22일 : 현 총영사관 청사 이전
- 2001년 7월 25일 : 로스앤젤레스 한국교육원 건물 및 부지 매입
- 2002년 2월 21일 : 로스앤젤레스 한국교육원 개원

### 정상 방문 기록
- 전두환 : 1985년 4월
- 노태우 : 1989년 10월
- 김영삼 : 1993년 11월, 1996년 9월
- 김대중 : 1998년 6월
- 노무현 : 2004년 11월
- 이명박 : 2008년 11월
- 박근혜 : 2013년 5월

## 역대 공관장
- 초대 : 민희식 (1948년 10월 ~ 1960년 8월)
- 2대 : 양광수 (1961년 10월 ~ 1968년 4월)
- 3대 : 노신영 (1968년 5월 ~ 1972년 4월)
- 4대 : 소상영 (1972년 5월 ~ 1974년 5월)
- 5대 : 박영 (1974년 6월 ~ 1976년 6월)
- 6대 : 박상두 (1976년 6월 ~ 1979년 5월)
- 7대 : 박민수 (1979년 7월 ~ 1983년 1월)
- 8대 : 황광한 (1983년 1월 ~ 1985년 10월)
- 9대 : 김기수 (1985년 10월 ~ 1989년 2월)
- 10대 : 박종상 (1989년 2월 ~ 1993년 2월)
- 11대 : 김항경 (1993년 2월 ~ 1995년 1월)
- 12대 : 박태희 (1995년 2월 ~ 1998년 4월)
- 13대 : 민형기 (1998년 5월 ~ 1999년 8월)
- 14대 : 김명배 (1999년 9월 ~ 2001년 2월)
- 15대 : 성정경 (2001년 2월 ~ 2003년 6월)
- 16대 : 이윤복 (2003년 6월 ~ 2006년 2월)
- 17대 : 최병효 (2006년 4월 ~ 2008년 5월)
- 18대 : 김재수 (2008년 5월 ~ 2011년 3월)
- 19대 : 신연성 (2011년 3월 ~ 2014년 4월)
- 20대 : 김현명 (2014년 4월 ~ 2016년 4월)
- 21대 : 이기철 (2016년 4월 ~ 2017년 12월)
- 22대 : 김완중 (2017년 12월 ~ 2020년 5월)
- 23대 : 박경재 (2020년 6월 ~2021년 12월 )
- 24대 : 김영완 (2022년 2월 ~ 현재)

## 근무 시간
- 1층 민원실 : 월~금요일 오전 9시 ~ 오후 4시 (잔여 업무는 오후 4시부터 적용)
- 일반 업무 : 월~금요일 오전 9시 ~ 오후 5시

## 휴무일
- 매주 토요일, 일요일
- 대한민국의 공휴일 중 5대 국경일 등 일부
- 미국의 공휴일 전체

## 주소
- Korean Consulate General in Los Angeles : 3243 Wilshire Blvd, Los Angeles, CA 90010

## 관할 구역
- 캘리포니아주 남부 (로스앤젤레스, 샌디에이고 외)
- 애리조나주
- 뉴멕시코주

## 사건
주로스앤젤레스 대한민국 총영사관에서 코로나19와 관련된 확진 환자가 발생된 사건도 물론 있었다. 원인은 코로나19 확진자와 접촉했기 때문에, 해당 총영사관이 코로나19를 이유로 일시적으로 폐쇄된 바 있다.

## 같이 보기

### 일반 주제
- 한미 관계
- 주미국 대한민국 대사관
- 대한민국의 재외공관 목록

### 미국에 설치된 다른 대한민국 영사관들
- 주뉴욕 대한민국 총영사관
- 주호놀룰루 대한민국 총영사관
- 주샌프란시스코 대한민국 총영사관
- 주시카고 대한민국 총영사관
- 주휴스턴 대한민국 총영사관
- 주애틀랜타 대한민국 총영사관
- 주시애틀 대한민국 총영사관
- 주보스턴 대한민국 총영사관

### 로스앤젤레스에 설치한 다른 총영사관
- 주로스앤젤레스 일본 총영사관